# ایوجنین
ایوجنین (به انگلیسی: Eugenin) با فرمول شیمیایی C۱۱H۱۰O۴ یک ترکیب شیمیایی با شناسه پاب‌کم ۱۰۱۸۹ است. که جرم مولی آن ۲۰۶٫۱۹ g/mol می‌باشد. 